# Champ de bataille national de la Stones River
Le champ de bataille national de la Stones River (en anglais : Stones River National Battlefield) est une aire protégée américaine située dans le comté de Rutherford, dans le Tennessee. Établi en tant que champ de bataille national le 22 avril 1960, il protège le site de la bataille de la Stones River, pendant la guerre de Sécession, ainsi que la forteresse Rosecrans, l'Hazen Brigade Monument et le cimetière national de la Stones River.